# Aquincum

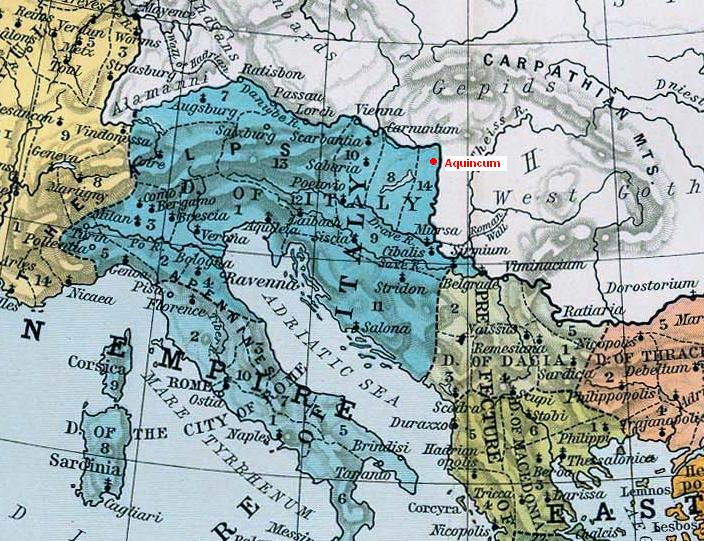
Situación en el Imperio romano.

La antigua ciudad romana de Aquincum se encontraba en el borde noreste de la provincia romana de Panonia. Las ruinas de la ciudad se pueden ver hoy en día en las afueras de Budapest, capital de Hungría. Se cree que Marco Aurelio pudo haber escrito al menos parte de su libro Meditaciones en Aquincum.

## Historia
Este asentamiento fue originalmente un poblado celta que posteriormente sirvió como destacamento militar en el sistema romano de protección fronteriza, más conocido como «limes». Entre los años 41 y 54, bajo Claudio, un regimiento de caballería de 500 hombres estuvo destacado en este fuerte. En el año 89, a este regimiento se añadió una legión de 6000 hombres, concretamente la Legio II Adiutrix. Alrededor del fuerte, gradualmente fue creciendo una ciudad, que tras la reorganización del territorio realizada en 106, se convirtió en la capital de Panonia Inferior. A finales del siglo II, esta ciudad contaba con casi 40 000 habitantes, ocupando el actual distrito de Óbuda, dentro de la actual Budapest.
Esta ciudad disponía de todas las comodidades y adelantos propios del Imperio romano, contando sus habitantes con calefacción, baños, palacios públicos y un anfiteatro para eventos locales. 
Se pueden ver ruinas del antiguo asentamiento romano en otras zonas de Budapest, como Contra-Aquincum. Estas estructuras romanas fueron, durante los siglos II y III d. C., el corazón de la vida comercial de la provincia de Panonia. Las excavaciones muestran evidencia del estilo de vida de este período. A principios del siglo III, el cristianismo comenzó a extenderse por la ciudad.
A mediados del siglo IV, Aquincum sufrió constantes ataques sármatas desde el norte. La decadencia del Imperio romano también afectó a Aquincum, y la antigua ciudad quedó prácticamente destruida para el año 350 d. C. En el año 376 cayó en manos de los vándalos. Los germanos y los hunos invadieron la región en el año 409 d. C.
Por esta antigua ciudad es que a los habitantes de Budapest se les conoce como aquincenses o aquineos.

## Fotos

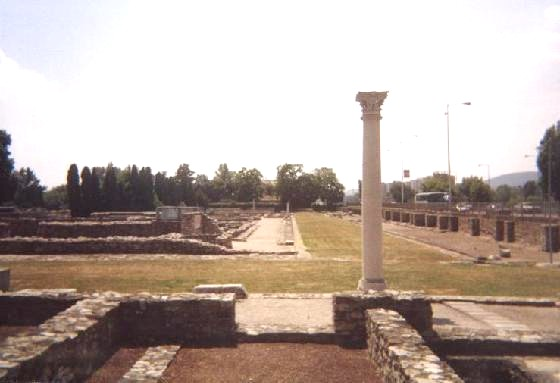
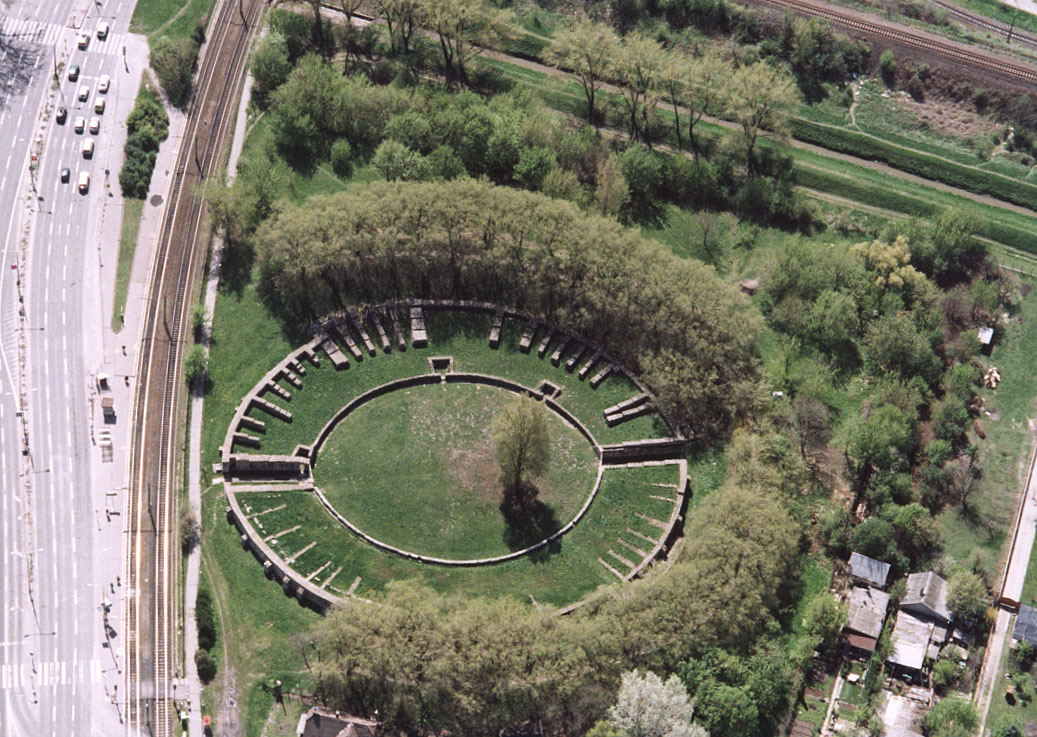
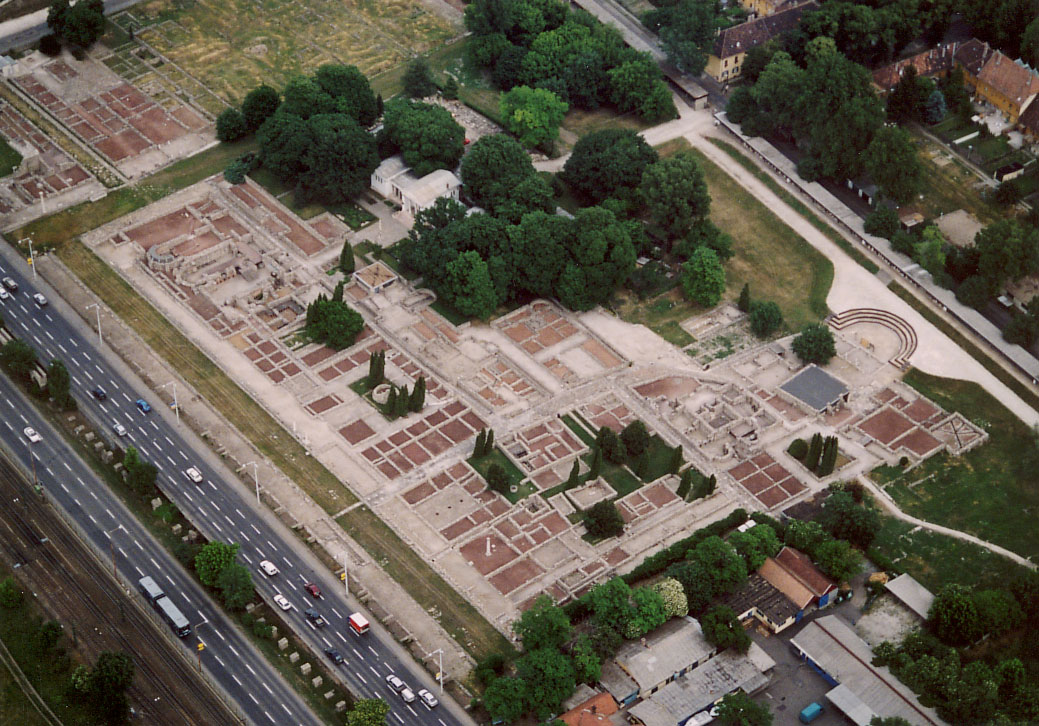
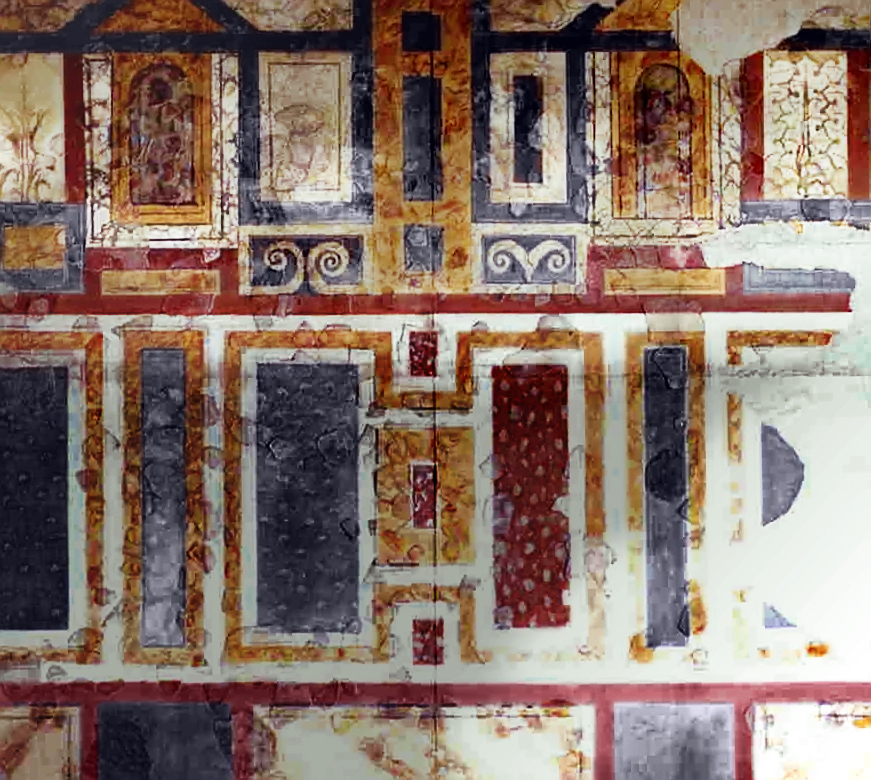